# Dionysios (Gesandter)
Dionysios war ein antiker griechischer Geschichtsschreiber und Gesandter im 3. Jahrhundert v. Chr.
Dionysios wird von dem Gelehrten Plinius dem Älteren an einer Stelle in dessen Naturalis historia erwähnt. Plinius schildert an dieser Stelle die Größe Indiens, über das Griechen und Römern in der Antike nur wenige konkrete Informationen vorlagen. Plinius berichtet in diesem Zusammenhang über die zahlreichen dortigen Städte und Stämme und weist auf griechische Schriftsteller hin, die aus eigener Anschauung über Indien berichteten:
So etwa haben Megasthenes und Dionysios, die gerade deshalb von Philadelphos dorthin gesandt worden sind, auch über die Macht jener Völker berichtet.
Demnach ist Dionysios im Auftrag des Ptolemäerkönigs Ptolemaios II., also zwischen 285 und 246 v. Chr., nach Indien gereist. Von Megasthenes, der ebenfalls in dem Plinius-Zitat erwähnt wird, ist bekannt, dass er sich als Gesandter der Seleukiden am Hof der Mauryakönige in Pataliputra aufhielt. Daher sowie aufgrund der damaligen politischen Verhältnisse wird vermutet, dass auch Dionysios Gesandter am Hof der Maurya gewesen ist. Anschließend hat er offenbar seine Erlebnisse, wie Megasthenes und Daimachos, in einem Geschichtswerk niedergeschrieben (siehe auch Indika). Von dieser Schrift ist allerdings nichts überliefert.
Eventuell ist dieser Dionysios mit einem gleichnamigen Autor identisch, der in einem Scholion zum Werk des Apollonios von Rhodos erwähnt wird. Dort ist die Rede von einem Kriegszug des Gottes Dionysos gegen die Inder, der von einem gewissen Dionysios geschildert worden sei. Dies ist aber ebenso spekulativ wie die Vermutung, er sei mit einem gleichnamigen Astronomen aus Alexandria identisch.

## Textausgaben
- Brill’s New Jacoby, Nr. 717.